# 水谷豊 (医師)
水谷 豊（みずたに ゆたか、1913年（大正2年）6月8日 - 1991年（平成3年）11月25日）は、日本の眼科医。日本で初めてコンタクトレンズを作り、臨床応用を実施。後にコンタクトレンズメーカー「日本コンタクトレンズ（ニチコン）」を創業。コンタクトレンズの発展に貢献し、「日本のコンタクトレンズの父」と呼ばれる。1975年日本医師会最高優功賞受賞、1987年勲五等双光旭日章受章。日本コンタクトレンズ学会名誉会員（1986年～1991年）。愛知県名古屋市出身。孫は水谷 武史（みずたに たけし）で、名古屋市天白区で「みずたに眼科」を開業中。

## 来歴
水谷は、1913年名古屋市熱田区で眼科医院を営む加藤家に生まれたが、三男の末っ子で、後に水谷家の養子となり、水谷姓となった。子供の頃から勉強好きで、40度の高熱があった時にも、本を離さなかったという逸話が残っている。旧制第八高等学校を経て、名古屋医科大学（現名古屋大学医学部）を卒業。そして、大学の付属病院の眼科医となった。

## 日本初のコンタクトレンズ作成
水谷がコンタクトレンズに取り組んだきっかけは、円錐角膜に悩む男子高校生との出会いであった。1949年11月、名古屋大学病院で診療をしていた水谷のもとに、1人の高校生とその母親が訪れた。高校生を診察してみると、右眼、左眼ともに0.1に満たない視力。円錐角膜という症状で、通常の近視等とは違い、眼鏡では矯正できない状態であった。水谷は処置方法に困ったが、「成績も落ち、神経質になっている。家庭も暗くなっている」という親子の悲痛な訴えに、ドイツの医学書に『ガラス製のコンタクトレンズで円錐角膜の患者の視力が矯正できた』という記事があったことを思い出し、「似た物を作ってみる」という返答をしたのであった。
こうして、水谷はコンタクトレンズ作りに取り組むことになった。まずコンタクトレンズの材料として、当時出回り始めていたプラスチックを使うことを思いつく。プラスチックならガラスのように割れることもなく安全性が高いと考えた（ちょうどこの頃、アメリカでプラスチック製のコンタクトレンズが作られ始めたが、戦争直後で占領下にあった時代、そうした情報は水谷のもとには届いていなかった）。次に、知り合いの歯科医から、型を取ってプラスチック製の義歯を作る技術、すなわちプラスチックを成形する技術を教わった。その後、通常の医師としての勤務を終えた後、毎夜、自宅の台所で100度近い熱湯を使ってプラスチックを成形し、レンズを切り出す作業に悪戦苦闘する日々が続いた。この間、水谷は大学病院の職を辞し水谷眼科診療所を開業。コンタクトレンズ作りに心血を注いだ。
そして約1年半後の1951年春、ようやくコンタクトレンズが完成。現代と違い、上下のまぶたで押さえる前提により直径2.4cmと大きいため軽い麻酔をかけながらも、患者の高校生に約束通りコンタクトレンズを装着させることができた。裸眼で右眼0.02、左眼0.04だったのが矯正視力は、右眼0.9、左眼0.4という驚きの結果で、患者が視力検査表を暗記しているのではないかと疑ったほどだったという。これが、日本で最初にコンタクトレンズが完成した瞬間であった。最初の使用者となったこの高校生は、後に公務員となり無事に暮らしたという。彼は「光のあたる明るい世界に飛び上がったような感動」だったと語っている。

## コンタクトレンズメーカー・ニチコン創業
その後、水谷は、1958年、兄の加藤春雄と組んで、コンタクトレンズメーカー「合名会社日本コンタクトレンズ研究所（後の株式会社日本コンタクトレンズ、略称：ニチコン）」を創業する。以後、コンタクトレンズの普及に努めるとともに、酸素透過性レンズや角膜疾患用レンズの開発など、更なる改良を進め、コンタクトレンズの発展に貢献した。

## 著書
- 『コンタクトレンズの臨床と理論』1966年
- 『コンタクトレンズ研究35年』 1984年
- 『安心できるコンタクトレンズ - 正しい選び方・使い方のすべて』 1981年
- 『瞳,いきいき コンタクトレンズ - ハード,ソフトからO2時代へ』 1984年